# کانلی (کومونه)
کانِلّی (به ایتالیایی: Canelli) یک کومونه در ایتالیا است که در استان آسته واقع شده‌است.

## خواهرخوانده
شهرهای کاوناس، Menfi، Piazza Armerina و مزوتور خواهرخوانده‌های کانلی (کومونه) هستند.